# رئیس‌جمهور اسرائیل
رئیس‌جمهور اسرائیل (عبری: נְשִׂיא הַמְּדִינָה) رئیس کشور اسرائیل است. این مقام تشریفاتی به‌شمار می‌رود و قدرت اجرایی در اختیار نخست‌وزیر است. رئیس‌جمهور فعلی اسحاق هرتزوگ است که کنست وی را در تاریخ هفتم ژوئیه ۲۰۲۱ و به مدت ۷ سال برای این مقام انتخاب کرد.

## دفتر کار و محل اقامت
دفتر کار و اقامتگاه رسمی رئیس‌جمهور اسرائیل در محلهٔ اعیان‌نشین طالبیه در بخش غربی شهر اورشلیم واقع شده‌است.